# Quận của tỉnh Aveyron
3 quận của tỉnh Aveyron gồm:
1. Quận Millau, (quận lỵ: Millau) với 15 tổng và 101 xã. Dân số của quận này là 68.972 người năm 1990, 67.612 người năm 1999, tăng trưởng dân số là 1.97%.
2. Quận Rodez, (tỉnh lỵ của tỉnh Aveyron: Rodez) với 23 tổng và 139 xã. Dân số của quận này là 133.969 người năm 1990, và 132.566 người năm 1999, tăng trưởng dân số là 1.05%.
3. Quận Villefranche-de-Rouergue, (quận lỵ: Villefranche-de-Rouergue) với 8 tổng và 64 xã. Dân số của quận này là 67.200 người năm 1990, và 63.630 người năm 1999, tăng trưởng dân số là 5.31%.